# Басина, Марианна Яковлевна
Марианна Яковлевна Басина (24 февраля (8 марта) 1916, Стародуб — 4 января 1994, Санкт-Петербург) — русская советская писательница, филолог.

## Биография
Родилась в семье военного врача Якова Давидовича Басина и Розы Марковны Варонич. Окончила Ленинградский педагогический институт имени А. И. Герцена. Участвовала в составлении учебников по русскому языку, хрестоматий, словарей для народов Крайнего Севера, детской популярной исторической литературы.
С 1950-х годов опубликовала несколько художественно-документальных книг, из которых наибольшей известностью пользуются тетралогия о Пушкине и книга о Достоевском.

## Семья
Муж — писатель Аркадий Моисеевич Гордин. Сыновья — литературоведы Яков Гордин и Михаил Гордин (1941—2018).